# الوثيقة السوداء
في عام 1772 وقع ثلاثة مستشارين بلدة ستيرلينغ على اتفاق سري لإدارة شؤون المدينة لصالحهم. وجاء هذا الاتفاق الخاص لتعزيز سلطانهم وزيادة أموالهم وعرف باسم الوثيقة السوداء.
وأدى اكتشاف هذا الاتفاق إلى وضع المدينة تحت إشراف لجنة الحكومة المركزية في عام 1775. كما كانت المدينة محرومة وممنوعة من التصويت في البرلمان.
وتم تمرير الإدارة التي تحكم المدينة إلى مجلس المدينة في عام 1781 بانتخاب رئيس المجلس والعاملين من خلال خطوط مناسبة.